# Bella Vista Norte
Bella Vista Norte é um distrito do Paraguai, departamento de Amambay, distante a 469 km de Assunção.

## Território
Possui o mesmo nome da cidade de Bela Vista, no lado brasileiro, ambas separadas pelo Rio Apa.
Ademais, no Sul do Paraguai, existe uma cidade com o mesmo nome de Bella Vista, por isso se agrega o "Norte" para diferenciá-las.

## Clima
Devido ao fato da altitude do Departamento de Amambay é menor, a temperatura é mais agradável.
A temperatura média é de 21°C, a máxima no verão 35°C e a mínima no inverno pode chegar a 1°C. Os meses com maiores precipitações variam de Janeiro a Março.

## Demografia
Bella Vista conta com 10.267 habitantes. Pelo fato de ser região de fronteira com o Brasil, há na cidade muitos brasileiros.

## Economia
Banhada pelo Rio Apa, Bella Vista conta com uma produção agrícola e pecuarista, mas o destaque vai para o seu comércio Internacional.

## Turismo
Praias sobre o rio Apa, e o paço Macaco, local onde o general Bernardino Caballero foi preso.

## Transporte
O município de Bella Vista Norte é servido pela seguinte rodovia:
- Ruta 03, que liga o município a cidade de Assunção [1][2][3]